# 팀 림
티모시 마이클 "팀" 림(Timothy Michael "Tim" Ream, 1987년 10월 5일 ~ )은 미국의 축구선수이다. 현재 소속팀은 풀럼이며, 포지션은 수비수이다. 2010년 11월 11일 남아프리카 공화국와의 경기에서 데뷔 후 미국 축구 국가대표팀에서도 활약하고 있다.

## 수상

### 개인
- 볼턴 원더러스 올해의 선수:2013-14, 2014-15